# Lúcio Volúsio Saturnino
Lúcio Volúsio Saturnino (em latim: Lucius Volusius Saturninus; 38 a.C.–56 (92 anos)) foi um senador romano nomeado cônsul sufecto em 3 a.C. no lugar de Marco Servílio. Saturnino é conhecido por ter exercido vários cargos no Império Romano em sua longa vida: ele morreu aos 93 anos de idade e teve um filho aos 62. Era filho de Lúcio Volúsio Saturnino, cônsul sufecto em 12 a.C., com Nônia Pola, filha de Lúcio Nônio Asprenas, cônsul em 36 a.C.. 

## Carreira
Sua carreira é conhecida a partir de três inscrições encontradas em Nin, na Dalmácia, mas a interpretação delas apresenta algumas dificuldades. Como todas tem lacunas, só a combinação das três permitem que o texto completo seja restaurado. Além disto, as inscrições só documentam os cargos que ele exerceu depois do consulado (com exceção de um) — o último deles conhecido também a partir de fontes literárias — e as entradas parecem estar fora da ordem cronológica.
Saturnino foi nomeado cônsul sufecto para o nundínio de julho a dezembro de 3 com Públio Sílio. Depois disto, o texto da inscrição indica que ele foi membro de dois colégios sacerdotais, os sodais augustais e os tícios. O primeiro só passou a existir depois da morte de Augusto e de sua deificação (14), por isso é provável que Saturnino tenha sido admitido no segundo antes. Em seguida, o texto indica que ele foi legado augusto propretor (governador) de duas províncias, uma durante o reinado de Augusto (e, portanto, antes de 14) e da outra no reinado de Tibério (r. 14-37). Naqueles primeiros anos do principado, não era comum que o nome das províncias governadas aparecessem em inscrições. Porém, a identidade de uma destas províncias é óbvia pelo local onde foram encontradas as inscrições, a Dalmácia. Saturnino foi governador ali por um período longo de tempo, pois o imperador Tibério tinha o costume de estender o mandato de seus governadores: ao invés do habitual mandato de três anos, quando Públio Cornélio Dolabela foi nomeado governador ali, em 14, seu mandato foi de cinco anos, terminando em 19 ou 20, data na qual Saturnino provavelmente assumiu. Ele, por sua vez, teve também seu mandato prolongado, permanecendo como governador, segundo o historiador Ronald Syme, "até o reinado de Calígula". A outra província tem sido identificada como sendo a Galácia-Panfília.
Depois de seu retorno a Roma, Saturnino foi ainda admitido como áugure, o último título a aparecer nas inscrições. Fontes literárias relatam que, pouco depois de retornar, ele foi também nomeado prefeito urbano, cargo que manteve até sua morte.

## Reputação e homenagens póstumas
Quando Saturnino morreu, aos 93 anos de idade segundo Tácito, ele já era um homem muito rico, de boa reputação e conhecido por sua habilidade para escapar da malevolência de muitos imperadores. Quando ele morreu, o Senado Romano, com o patrocínio do imperador Nero, ordenou um funeral de estado e a construção de diversas estátuas dele por toda Roma. Entre elas estava uma de bronze erigida no Fórum de Augusto, duas de mármore no Templo do Divino Augusto, uma estátua consular no Templo do Divino Júlio César, outra no monte Palatino e uma terceira no pátio de Apolo, perto da Cúria, uma estátua como áugure, uma estátua equestre e uma estátua numa cadeira curul perto do Teatro de Pompeu.

## Família
Saturnino se casou com a nobre Cornélia Lêntula, filha de Lúcio Cornélio Lêntulo, cônsul em 3 a.C., com quem teve três filhos: Lúcio Volúsio Saturnino, que se tornou pontífice, Quinto Volúsio Saturnino, cônsul em 56, e um terceiro filho de nome desconhecido.